# Alfred Keogh
Alfred Henry Keogh (Dublino, 3 luglio 1857 – Londra, 30 luglio 1936) è stato un medico irlandese.

## Biografia
Era il figlio di Henry Keogh, un avvocato e magistrato di Roscommon. Studiò presso il Queen's College di Galway, e al Guy's Hospital.
Dopo la laurea si è trasferito a Londra. Ha servito come medico al Brompton Hospital for Diseases of the Chest e come assistente presso il Royal Westminster Ophthalmic Hospital.

## Carriera
Il 2 marzo 1880 prestò servizio come medico dell'esercito, come chirurgo-capitano. Il suo primo incarico è stato come chirurgo al Royal Arsenal, Woolwich. Il 6 marzo 1892 è stato promosso a chirurgo-maggiore. Con lo scoppio della Seconda Guerra Boera nel 1899, fu inviato in Sudafrica. È stato promosso a tenente colonnello il 6 marzo 1900, e divenne comandante del 3° General Hospital nei pressi di Città del Capo.
Nel gennaio 1902, dopo il suo ritorno dalla Seconda Guerra Boera, è stato nominato Vice Direttore Generale dell'Army Medical Services. È stato promosso al colonnello il 2 dicembre 1904. Il 1º gennaio 1905, è stato nominato Direttore Generale dell'Army Medical Services e promosso a tenente generale. Si ritirò il 6 marzo 1910.
Con lo scoppio della prima guerra mondiale, riprese servizio il 3 ottobre 1914. Si ritirò nel giugno 1918.

## Morte
È stato nominato Rettore dell'Imperial College London (1910-1922).
Morì a 10 Warwick Square, Londra, il 30 luglio 1936. Fu sepolto nel cimitero di Marylebone, Finchley.